# Capsulă

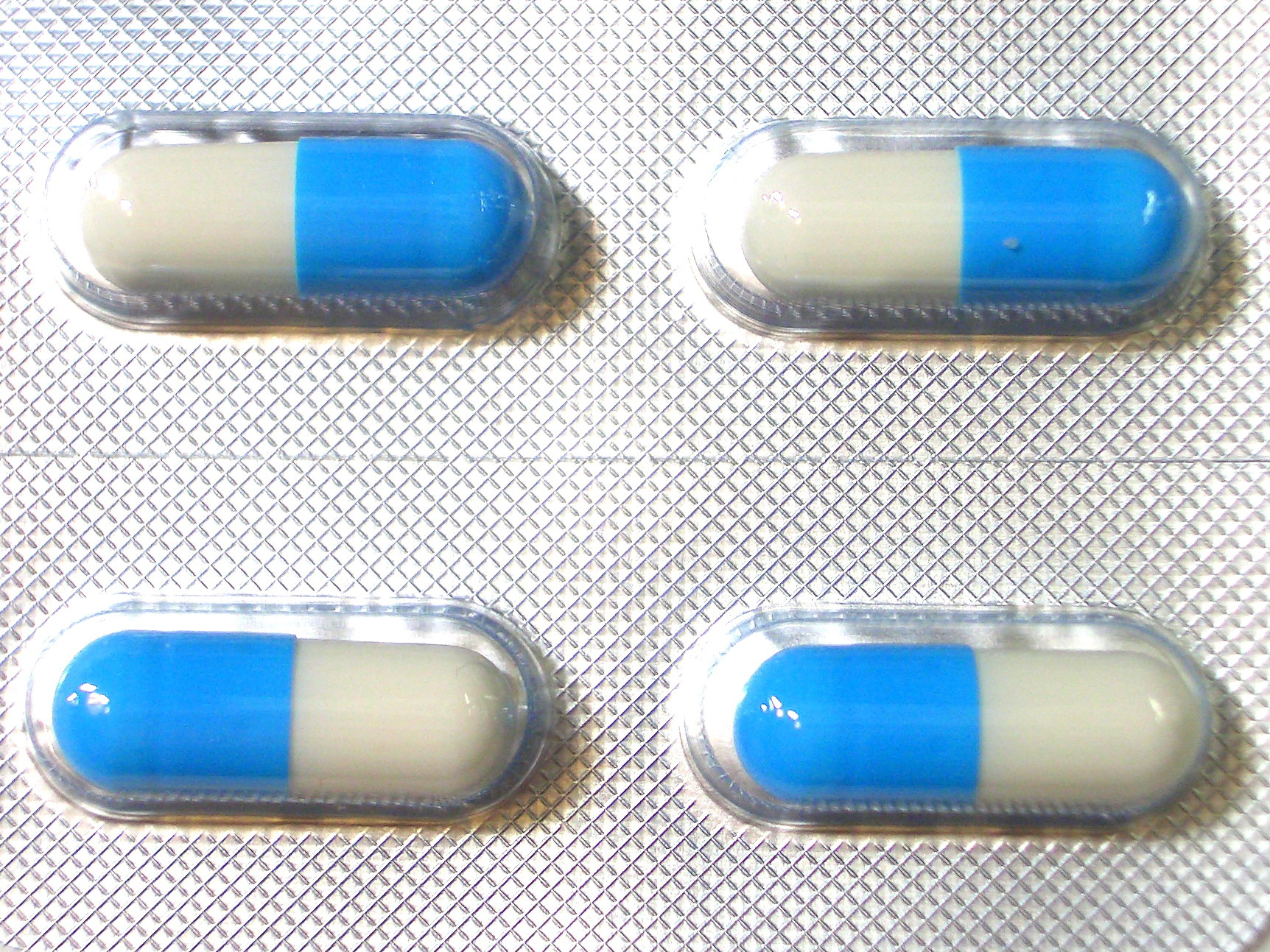
Capsule cu medicamente în blister

Capsula este un recipient realizat dintr-un înveliș solubil (cașetă) care conține medicamente sub formă de pulbere, administrabile pe cale bucală, în scopul mascării gustului sau mirosului neplăcut.
Există mai multe tipuri de capsule:
- amilacee: preparate din amidon și apă;
- gelationase: din glicerină și apă;
- cheratinizate: din cheratină.

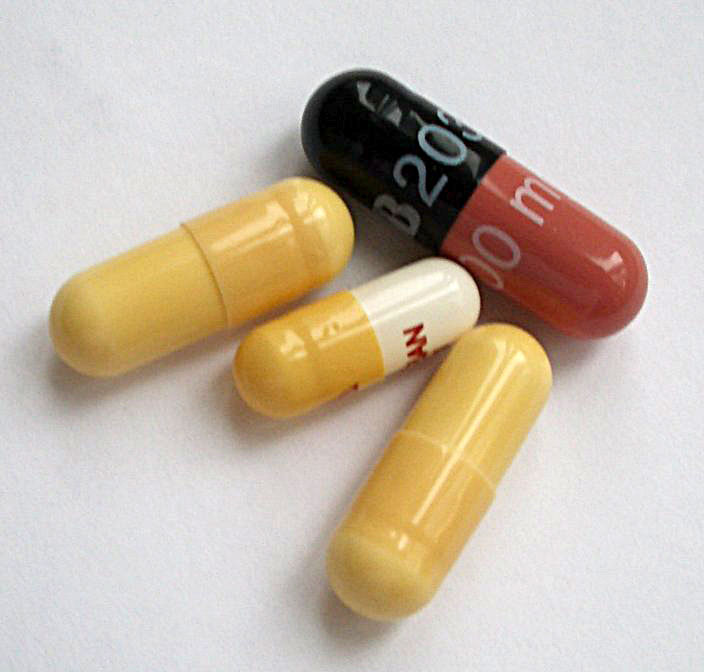
Capsule cu medicamente
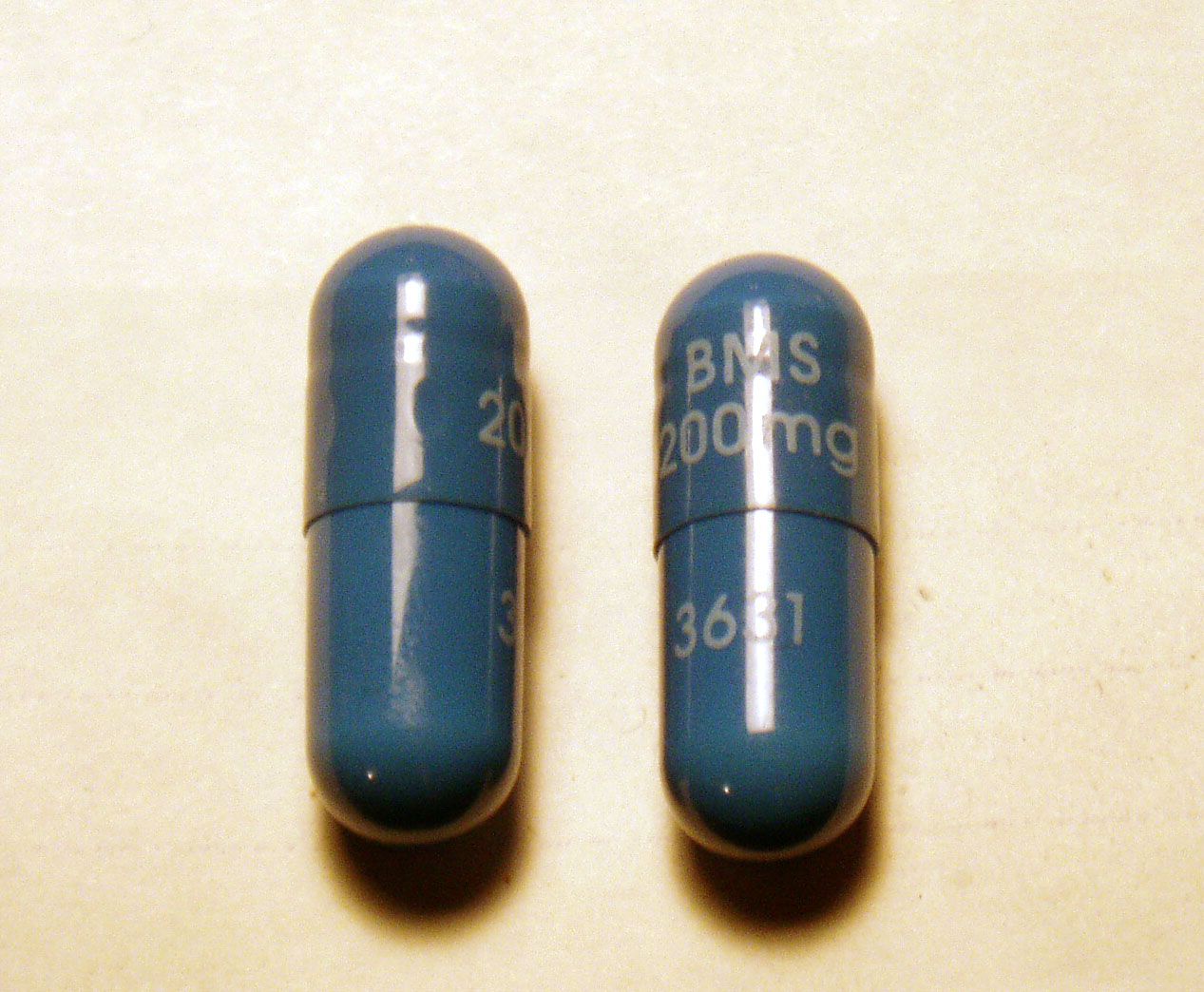
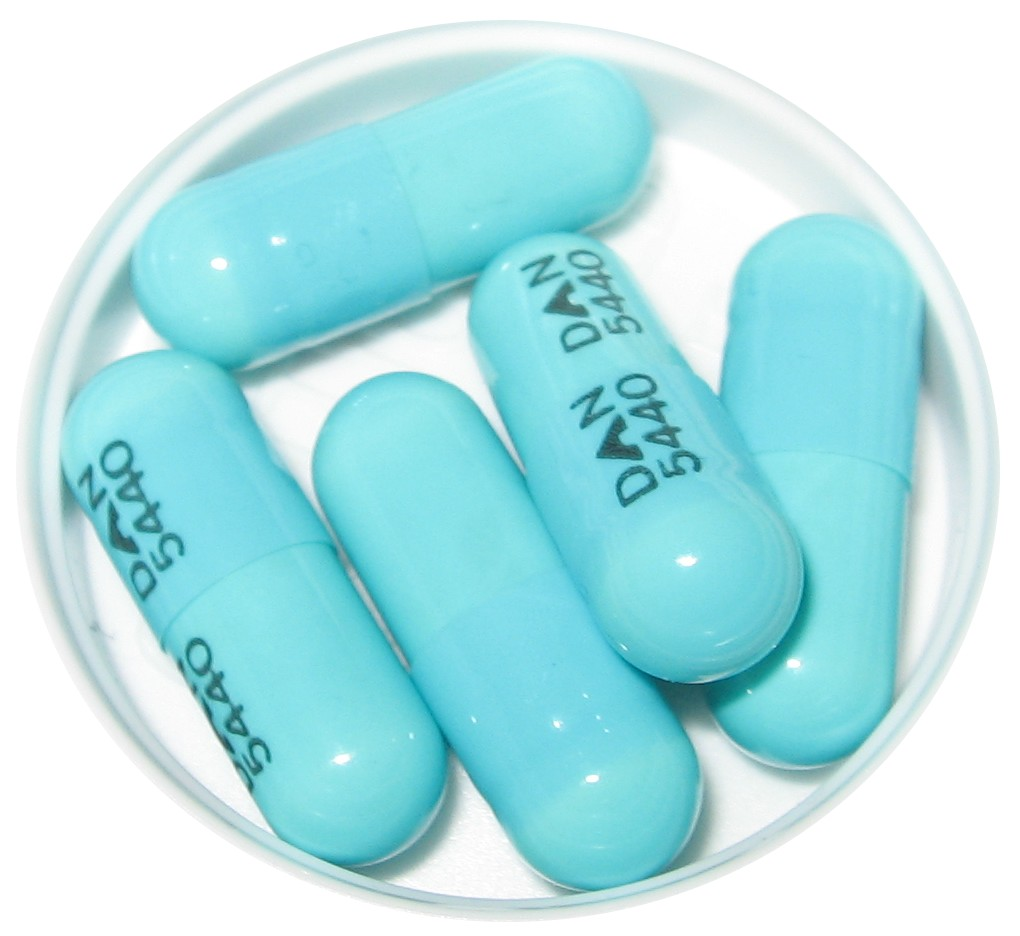
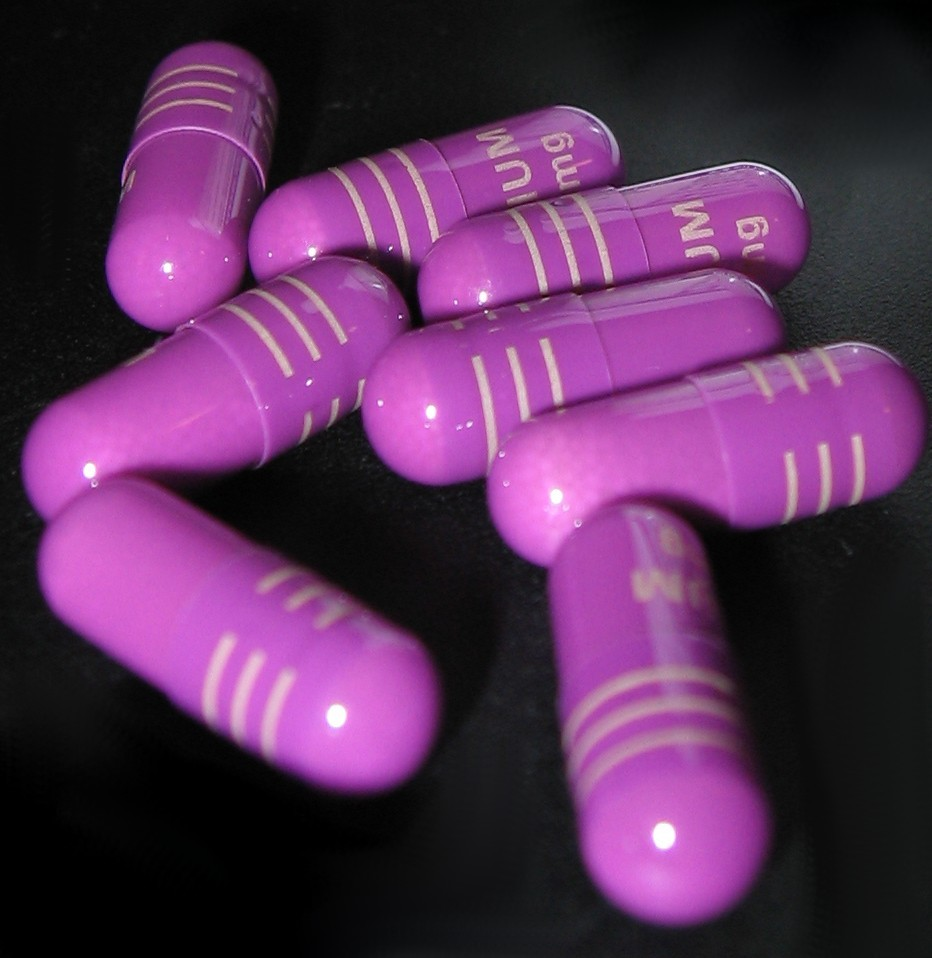